# Killingworth
Killingworth, formalmente Município de Killingworth (Killingworth Township), é uma cidade no distrito de North Tyneside, condado de Tyne and Wear, na Inglaterra. A cidade também se encontra no interior do condado histórico da Nortúmbria.
Killingworth foi construída de forma planejada nos anos 1960, ao lado do Vilarejo de Killingworth, que já existia séculos antes. Outros vilarejos próximos da região são Forest Hall, West Moor e Backworth.
O município possui linhas de ônibus para o resto do condado, embora não esteja conectada diretamente à rede de metrô deste; as estações mais próximas são as estações Palmersville e Benton.
A cidade de Killingworth, na Austrália, recebeu esse nome em homenagem à cidade original por conta de suas grandes minas de carvão.

## Carvoaria de Killingworth

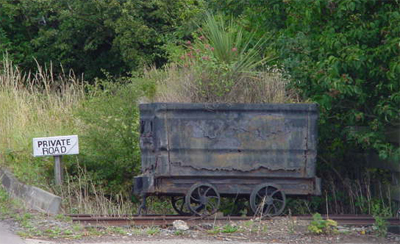
Vagão de carvão, Killingworth.

Killingworth possuía diversas jazidas de carvão, incluindo a mundialmente famosa Carvoaria de Killingworth (Killingworth Colliery), cujo dono era Lorde Ravensworth.
Ralph Dodds, supervisor chefe (Chief Viewer) da carvoaria, gerenciou e treinou várias pessoas notáveis durante sua vida, incluindo seu sobrinho Isaac Dodds, o engenheiro George Stephenson, o inventor da ferrovia de cremalheira John Blenkinsop e o engenheiro Nicholas Wood, que iria sucedê-lo como Chief Viewer na carvoaria.
Em 1814, George Stephenson, construtor de locomotivas ("engine-wright") da carvoaria, construiu a locomotiva Blücher na oficina da carvoaria, situada atrás de sua casa, com a ajuda e o apoio de seu supervisor, Nicholas Wood.
Essa locomotiva podia subir uma colina a 6,4 km/h carregando 30 toneladas de carvão, sendo utilizada para o transporte do mineral de Killingworth até o cais de carvão de Wallsend.
Embora Blücher não tenha sobrevivido por muito tempo, a locomotiva proveu Stephenson com o conhecimento e a experiência necessários para a construção de melhores locomotivas para o uso em Killingworth ou outros lugares. Futuramente, ele irá construir a sua famosa Rocket na sua oficina em Newcastle.
No mesmo período em que Stephenson estava desenvolvendo sua própria versão da lanterna de segurança, sendo essa demonstrada na própria mina de Killingworth um mês antes de Sir Humphry Davy apresentar seu próprio design à Royal Society em Londres em 1815. O design de Stephenson, conhecido como "lâmpada Geordie" (Geordie Lamp), foi utilizado em larga escala no nordeste do país em detrimento da "lâmpada Davy", patenteada por Sir Humphry.
A bitola da Killingworth tramway era de 4 ft 8 in (4 pés, oito polegadas), ou 1.422 mm. Essa ferrovia também era conhecida por Ferrovia da Carvoaria de Killingworth, Ferrovia de Killingworth ou Killingworth wagonway.